# ふんわり (ラジオ番組)
『ふんわり』は、NHKラジオ第1で2023年4月3日から生放送しているワイド番組である。

## 概要
2020年度から3年間続いた前番組『らじるラボ』から、コンセプトや主な出演者を引き継いでいる。新型コロナウイルス感染拡大などの影響で、ラジオというコンテンツが優しく寄り添うメディアとして改めて注目されていることから、優しく包み込むトークや音楽などを展開する。
放送時間
基本の放送時間は、月 - 金曜の8:30 - 11:50。国会中継や全国高等学校野球選手権大会実況中継など、特別編成時は短縮または休止になる。
出演者

### パーソナリティ
いずれも前番組『らじるラボ』から移行。
- 月曜日　山口もえ
- 火曜日　木村祐一
- 水曜日　伍代夏子
- 木曜日　六角精児
- 金曜日　黒川伊保子

### パートナー
- 月・水・金曜日　稲垣秀人 - 稲垣は当番組の開始で、2023年4月付で大津局からラジオセンターへ異動となった。
- 火・木曜日　千葉美乃梨 - 2025年4月から出演。

### 以前の出演者
- 澤田彩香 - 2025年3月まで火・木曜に出演[注釈 1]。